# Vlag van de Turks- en Caicoseilanden

Vlag van de Turks- en Caicoseilanden

Handelsvlag

Vlag van de Gouverneur van de Turks- en Caicoseilanden

De vlag van de Turks- en Caicoseilanden werd aangenomen op 7 november 1968. Het is een blauw Brits vaandel, dus een blauwe vlag met in het kanton de Britse vlag. Aan de rechterkant van de vlag staat het schild uit het wapen van de Turks- en Caicoseilanden. De vlag verving de vlag met het oude wapen. Daarvoor was al sinds de 19e eeuw een blauwe vlag met het oude insigne van de kolonie in gebruik. Het ronde insigne toonde een kusttafereel met een zeilschip en een zoutzieder.
In 1999 werd het ontwerp iets aangepast: het wapen werd groter, en er werd een witte rand om het wapen toegevoegd.
De gouverneur van de Turks- en Caicoseilanden gebruikt de Britse vlag met in het midden het wapen van het territorium. In de handelsvlag van de Turks- en Caicoseilanden is het veld rood in plaats van blauw. Deze vlag is gebaseerd op een Brits rood vaandel.

## Voormalige vlaggen

? Vlag van de Turks- en Caicoseilanden (tot 1968)
? Vlag van de Turks- en Caicoseilanden (1968-1909)